# Linnaemya lateralis
Linnaemya lateralis är en tvåvingeart som först beskrevs av Townsend 1927.  Linnaemya lateralis ingår i släktet Linnaemya och familjen parasitflugor. Inga underarter finns listade i Catalogue of Life.